# مانجا
مانجا (به لاتین: Manja) یک منطقهٔ مسکونی در ماداگاسکار است که در مانجا واقع شده‌است. مانجا ۹٬۲۵۱ کیلومتر مربع مساحت و ۹٬۰۰۰ نفر جمعیت دارد و ۲۵۳ متر بالاتر از سطح دریا واقع شده‌است.